# Aperittochelifer capensis
Espèce
Synonymes
- Chelifer capensis Hewitt & Godfrey, 1929

Aperittochelifer capensis est une espèce de pseudoscorpions de la famille des Cheliferidae.

## Distribution
Cette espèce est endémique d'Afrique du Sud. Elle se rencontre vers Platteklip.

## Étymologie
Son nom d'espèce, composé de cap et du suffixe latin -ensis, « qui vit dans, qui habite », lui a été donné en référence au lieu de sa découverte, la province du Cap.

## Publication originale
- Hewitt & Godfrey, 1929 : South African pseudoscorpions of the genus Chelifer Geoffroy. Annals of the Natal Museum, vol. 6, p. 305-336.